# Soria
Soria là một thành phố ở bắc trung bộ Tây Ban Nha, tỉnh lỵ của tỉnh Soria ở Cộng đồng tự trị Castile và León. Đô thị này có dân số 39.078 người (năm 2008), chiếm gần 40% dân số tỉnh này. Soria nằm bên sông Duero ở phía đông cộng đồng tự trị. Thành phố nổi tiếng với tường thành và một số nhà thờ có kiến trúc riêng biệt.

## Thành phố kết nghĩa
- Collioure, Pháp